# Камосово
Камосово (пол. Kamosowo) — село в Польщі, у гміні Білоґард Білоґардського повіту Західнопоморського воєводства.
Населення — 581 особа (2011).
У 1975-1998 роках село належало до Кошалінського воєводства.

## Демографія
Демографічна структура станом на 31 березня 2011 року:
|          | Загалом | Допрацездатний вік | Працездатний вік | Постпрацездатний вік |
| -------- | ------- | ------------------ | ---------------- | -------------------- |
| Чоловіки | 296     | 81                 | 191              | 24                   |
| Жінки    | 285     | 60                 | 172              | 53                   |
| Разом    | 581     | 141                | 363              | 77                   |